# Puebla de Obando
Pour les articles homonymes, voir Obando (homonymie).
Puebla de Obando est une commune d’Espagne, dans la province de Badajoz, communauté autonome d'Estrémadure.